# Distrito de Wschowa
Wschowa (polaco: powiat wschowski) es un distrito (powiat) del voivodato de Lubusz (Polonia). Fue constituido el 1 de enero de 1999 como resultado de la reforma del gobierno local de Polonia aprobada el año anterior. Limita con otros seis distritos: al norte con Wolsztyn, al este con Leszno, al sudeste con Góra, al suroeste con Głogów y al oeste con Nowa Sól; y está dividido en tres municipios (gmina) urbano-rurales: Sława, Szlichtyngowa y Wschowa. En 2011, según la Oficina Central de Estadística polaca, el distrito tenía una superficie de 624,2 km² y una población de 39 168 habitantes.